# Procris pedunculata
Procris pedunculata là loài thực vật có hoa trong họ Tầm ma. Loài này được (J.R. Forst. & G. Forst.) Wedd. miêu tả khoa học đầu tiên năm 1869.